# Dilys Laye
Dilys Laye, właśc. Dilys Lay (ur. 11 marca 1934 w Londynie, zm. 13 lutego 2009) – brytyjska aktorka, współcześnie pamiętana przede wszystkim ze swoich ról komediowych z lat 60., zwłaszcza w czterech filmach z cyklu Cała naprzód.
Pochodziła z rozbitej rodziny, gdy miała osiem lat jej ojciec, z zawodu muzyk, wyjechał do Afryki Południowej i zerwał wszelkie kontakty. Jako trzynastolatka po raz pierwszy wystąpiła w profesjonalnym teatrze, a rok później zadebiutowała w kinie, w musicalu Trottie True z 1949 roku. Od 1951 regularnie grywała w różnych produkcjach na West Endzie, w 1954 występowała też na Broadwayu. Począwszy od 1957 stała się również wziętą aktorką filmową, występując w takich obrazach jak Blue Murder at St. Trinian's, Doctor at Large czy Please Turn Over.
W 1962, na cztery dni przed rozpoczęciem zdjęć, otrzymała propozycję zagrania głównej roli kobiecej w komedii Carry On Cruising, należącej do popularnego cyklu Cała naprzód. Miała zastąpić Joan Sims, która w ostatniej chwili musiała wycofać się z projektu z powodu nagłej choroby. Laye zgodziła się, a w kolejnych latach zagrała jeszcze w trzech innych filmach z tej samej serii: Szpiegu do dzieła (1964), Doktorze do dzieła (1967) oraz Cała naprzód: Wakacje! Do dzieła! (1969). Równolegle rozwijała również swoją karierę telewizyjną, grając w takich serialach jak The Bed-Sit Girl, Down the Gate i Chintz. W tej ostatniej produkcji pełniła także rolę współscenarzystki.
W latach 80. skupiła się na pracy w teatrze i dołączyła do prestiżowej kompanii teatralnej Royal Shakespeare Company, gdzie występowała nie tylko w stanowiących jej specjalność komediach, lecz również w repertuarze dramatycznym, m.in. w Makbecie czy Romeo i Julii. W latach 90. powróciła na West End, gdzie grała w takich musicalach jak Upiór w operze, 42nd Street, Nine czy My Fair Lady. Swoją ostatnią rolę zagrała w 2006 w wystawionej na festiwalu w Chichester inscenizacji sztuki Nicholas Nickleby, na motywach prozy Charlesa Dickensa.

## Życie prywatne
Pseudonim artystyczny, pod którym występowała, różnił się od jej prawdziwego nazwiska tylko o jedną literę – końcowe "e", które dodała na potrzeby kariery scenicznej. Była trzykrotnie zamężna. Jej pierwszym mężem był kaskader Frank Maher, a drugim aktor Garfield Morgan. Oba te związki zakończyły się rozwodami. W 1972 wyszła za mąż po raz trzeci, za Alana Downera, scenarzystę wyspecjalizowanego w telenowelach. Miała z nim jednego syna. To małżeństwo przetrwało aż do śmierci jej męża w 1995 roku. Wkrótce później u Laye został zdiagnozowany rak jelita grubego. Początkowo chorobę udało się pokonać, jednak w 2006 stwierdzono jej nawrót, z którego aktorce nie udało się już wyjść.